# 固溶強化
固溶強化（英語：Solid solution strengthening）是一種利用加入溶質原子形成固溶體，並且提高整體強度的方法。加入溶質原子會降低差排周圍的內應力，阻擋差排移動而使得變形更不易發生，以達到強化的效果。

## 類型
固溶體可以依溶質原子的尺寸分為兩種，分別為置換型固溶體（Substitutional solid solution）或是間隙型固溶體（Interstitial solid solution）。無論是哪種，在其最大溶解度之下，晶體結構都不會因為固溶而發生相變化。
置換型固溶體發生在溶質原子夠大可以取代晶格中的溶劑原子，若溶劑原子與溶質原子的原子尺寸差距在15%（Hume-Rothery rule）內，且具有相同的晶體結構時，可以有更高的溶解度，如可完全互溶的Cu-Ni系統及Ag-Au面心立方（FCC）二元系統及Mo-W的體心立方（BCC）二元系統。
間隙型固溶體發生在溶質原子足夠小適合填補在溶劑原子之間的間隙點時，使溶劑原子的鍵被壓縮而變形，常用的間隙型溶質原子為H、Li、Na、N、C及O。

## 機制
材料的強度源自於抵抗變形的能力，意味著降低差排移動就能提高強度，差排在材料內部形成應力場，溶質原子的加入也會形成應力場，兩者的交互作用下可能會使得應力場被抵銷，使降伏強度增加。在擴散的機制下，溶質原子亦可移動到差排附近，降低差排造成的晶格變形及內應力，依照其尺寸大小，較大的溶質原子會移動到張力端，而較小的溶質原子則是壓力端，降低拉伸應變及壓縮應變。